# Championnats du monde de pelote basque 2014
Navigation
Pau 2010 Barcelone 2018
Les championnats du monde de pelote basque 2014, 17e édition des championnats du monde de pelote basque, ont lieu du 11 septembre au 21 septembre 2014 à Zinacantepec au Mexique. Organisés par la Fédération internationale de pelote basque, ils réunissent 18 nations qui se disputent 15 titres mondiaux.

Le Mexique domine cette édition.

## Organisation
Le choix du Mexique comme lieu des championnats 2014 est annoncé lors de la réunion du congrès de la FIPV en octobre 2010 à Pau.

### Nations participantes
Dix-huit nations prennent part à ces championnats:
| - Argentine (38) - Bolivie (5) - Brésil (9) - Canada (8) - Chili (23) - Costa Rica (7) | - Cuba (18) - Espagne (45) - États-Unis (23) - France (54), - Guatemala (6) - Italie (1) | - Mexique (42) - Nicaragua (4) - Pérou (8) - Salvador (6) - Uruguay (20) - Venezuela (30) |

### Lieux de compétition
Le Palais de la pelote (Palacio de la pelota) situé dans le complexe sportif Juan Fernández Albarrán à Toluca (Zinacantepec) accueille toutes les compétitions. Ce complexe sportif construit spécialement pour ces championnats, dispose de:
- 2 trinquets,
- 2 frontons de 36 mètres,
- 2 frontons de 30 mètres,
- 1 fronton de 54 mètres (jaï-alaï).

Les travaux de construction, pour un coût estimé de 55 millions de pesos, retardés en raison des fortes pluies qui ont touché la région, devaient être initialement achevés le 28 août 2014. Ils ne le sont pas avant le début des championnats entraînant, de fait, des retards dans les compétitions.

### Épreuves et inscriptions
La spécialité de paleta gomme féminine en fronton fait son apparition: bien qu'initiée à titre expérimentale, le résultat final donne lieu à l'attribution de médailles.
| Spécialités                    | Spécialités                    | Nations inscrites      | Nations inscrites     | Nations inscrites | Nations inscrites | Nations inscrites | Nations inscrites     | Nations inscrites | Nations inscrites    | Nations inscrites      | Nations inscrites    | Nations inscrites    | Nations inscrites   | Nations inscrites  | Nations inscrites    | Nations inscrites | Nations inscrites   | Nations inscrites    | Nations inscrites    | Nations inscrites |
| Spécialités                    | Spécialités                    | Drapeau de l'Argentine | Drapeau de la Bolivie | Drapeau du Brésil | Drapeau du Canada | Drapeau du Chili  | Drapeau du Costa Rica | Drapeau de Cuba   | Drapeau de l'Espagne | Drapeau des États-Unis | Drapeau de la France | Drapeau du Guatemala | Drapeau de l'Italie | Drapeau du Mexique | Drapeau du Nicaragua | Drapeau du Pérou  | Drapeau du Salvador | Drapeau de l'Uruguay | Drapeau du Venezuela |                   |
| ------------------------------ | ------------------------------ | ---------------------- | --------------------- | ----------------- | ----------------- | ----------------- | --------------------- | ----------------- | -------------------- | ---------------------- | -------------------- | -------------------- | ------------------- | ------------------ | -------------------- | ----------------- | ------------------- | -------------------- | -------------------- | ----------------- |
| Trinquet                       |                                |                        |                       |                   |                   |                   |                       |                   |                      |                        |                      |                      |                     |                    |                      |                   |                     |                      |                      |                   |
| Pelote à main nue (individuel) | Pelote à main nue (individuel) | ●                      |                       | ●                 |                   |                   | ●                     | ●                 | ●                    | ●                      | ●                    |                      |                     | ●                  |                      |                   |                     | ●                    | ●                    |                   |
| Pelote à main nue (par équipe) | Pelote à main nue (par équipe) | ●                      |                       |                   |                   |                   | ●                     | ●                 | ●                    |                        | ●                    |                      |                     | ●                  |                      |                   |                     |                      | ●                    |                   |
| Paleta, pelote de cuir         | Paleta, pelote de cuir         | ●                      |                       |                   |                   |                   |                       | ●                 | ●                    | ●                      | ●                    |                      |                     | ●                  |                      |                   |                     | ●                    |                      |                   |
| Paleta, pelote de gomme        | H                              | ●                      |                       | ●                 | ●                 |                   |                       | ●                 | ●                    | ●                      | ●                    |                      |                     | ●                  |                      |                   |                     | ●                    | ●                    |                   |
| Paleta, pelote de gomme        | F                              | ●                      |                       | ●                 |                   |                   |                       | ●                 | ●                    | ●                      | ●                    |                      |                     | ●                  |                      |                   |                     | ●                    | ●                    |                   |
| Xare                           | Xare                           | ●                      |                       |                   |                   |                   | ●                     |                   | ●                    |                        | ●                    |                      |                     |                    |                      |                   |                     |                      | ●                    |                   |
| Fronton de 30 mètres           |                                |                        |                       |                   |                   |                   |                       |                   |                      |                        |                      |                      |                     |                    |                      |                   |                     |                      |                      |                   |
| Paleta, pelote de gomme        | H                              | ●                      | ●                     | ●                 | ●                 | ●                 | ●                     | ●                 | ●                    | ●                      | ●                    | ●                    | ●                   | ●                  | ●                    | ●                 | ●                   | ●                    | ●                    |                   |
| Paleta, pelote de gomme        | F                              | ●                      |                       | ●                 | ●                 | ●                 | ●                     | ●                 | ●                    | ●                      | ●                    |                      |                     | ●                  |                      | ●                 | ●                   |                      | ●                    |                   |
| Frontenis, pelote de gomme     | H                              | ●                      |                       | ●                 |                   | ●                 | ●                     | ●                 | ●                    | ●                      | ●                    | ●                    |                     | ●                  | ●                    | ●                 | ●                   |                      | ●                    |                   |
| Frontenis, pelote de gomme     | F                              | ●                      |                       | ●                 |                   | ●                 | ●                     | ●                 | ●                    |                        | ●                    | ●                    |                     | ●                  |                      | ●                 | ●                   |                      | ●                    |                   |
| Fronton de 36 mètres           |                                |                        |                       |                   |                   |                   |                       |                   |                      |                        |                      |                      |                     |                    |                      |                   |                     |                      |                      |                   |
| Pelote à main nue (individuel) | Pelote à main nue (individuel) | ●                      | ●                     |                   |                   |                   |                       |                   | ●                    | ●                      | ●                    |                      |                     | ●                  |                      |                   |                     |                      | ●                    |                   |
| Pelote à main nue (par équipe) | Pelote à main nue (par équipe) | ●                      | ●                     |                   |                   |                   |                       |                   | ●                    | ●                      | ●                    |                      |                     | ●                  |                      |                   |                     |                      | ●                    |                   |
| Paleta, pelote de cuir         | Paleta, pelote de cuir         | ●                      |                       |                   |                   |                   | ●                     | ●                 | ●                    | ●                      | ●                    |                      |                     | ●                  |                      |                   |                     | ●                    | ●                    |                   |
| Grosse pala (Pala corta)       | Grosse pala (Pala corta)       | ●                      |                       |                   |                   |                   | ●                     |                   | ●                    |                        | ●                    |                      |                     | ●                  |                      |                   |                     |                      | ●                    |                   |
| Fronton de 54 mètres           |                                |                        |                       |                   |                   |                   |                       |                   |                      |                        |                      |                      |                     |                    |                      |                   |                     |                      |                      |                   |
| Cesta punta                    | Cesta punta                    |                        |                       |                   |                   |                   | ●                     |                   | ●                    | ●                      | ●                    |                      |                     | ●                  |                      |                   |                     |                      |                      |                   |

### Déroulement des compétitions
- Lors de la réunion du comité exécutif de la FIPV, le franco-mexicain Xavier Cazaubon devient le nouveau président de la fédération internationale[14].
- L'accès à toutes les compétitions est totalement gratuit[15].
- Les 2 mexicains Heriberto López et Martín Cabello, vainqueurs à main nue en trinquet, présentent des taux anormalement élevés au clenbutérol, substance considérée comme produit dopant et assimilable aux anabolisants. Les deux joueurs ne sont finalement pas sanctionnés, la Fédération internationale, par l'intermédiaire de son président, avançant que la contamination s'est produite par ingestion de viande bovine[16].

## Palmarès
| Épreuves                       | Épreuves                       | Or | Argent                                                                                      | Bronze                                                                                        |
| ------------------------------ | ------------------------------ | --- | ------------------------------------------------------------------------------------------- | --------------------------------------------------------------------------------------------- |
| Trinquet                       |                                | |                                                                                             |                                                                                               |
| Pelote à main nue (individuel) | Pelote à main nue (individuel) | Mexique- Heriberto López                                                                                   | France- Jean-Marc Lamure - Marc Saldubehere                                                 | Espagne- Mikel Artuch Unzué - Julen Loitegi                                                   |
| Pelote à main nue (par équipe) | Pelote à main nue (par équipe) | Mexique- Orlando Díaz - Martín Cabello - López                                                             | France- Peio Larralde - Antton Amulet - Vincent Elgart - Mickaël Palomes                    | Espagne- Álvaro Garatea - Javier Luquin - Mikel Artuch Unzué - Oier Gurutzealde               |
| Paleta, pelote de cuir         | Paleta, pelote de cuir         | Argentine- Gastón Muñoz - Sergio Villegas - Juan Pedro Pecker - Facundo Andreasen                          | Uruguay- Andrés Pintos - Gastón Dufau - Horacio Guichón                                     | Espagne- Carlos Beunza - Iñigo Ansó - Daniel Ramos                                            |
| Paleta, pelote de gomme        | H                              | Argentine- Alfredo Villegas - Julio Gastón Inchausti - Sebastian Andreasen - Santiago Andreasen            | France- Stéphane Suzanne - Patxi Guillenteguy - Pierre Laxalde - Denis Bidegain             | Mexique- Rafael Pacheco - Daniel García                                                       |
| Paleta, pelote de gomme        | F                              | France- Amaia Etchelecu - Maritxu Chapelet-Housset - Stéphanie Leiza - Séverine Graciet                    | Argentine- Veronica Stele - Maria Lis García Calderon - Johanna Zair                        | Espagne- Haizea Zamora - Nagore Arozena                                                       |
| Xare                           | Xare                           | France- Olivier Laberdesque - Bruno Driolet - Jérémy Etcheto - Laurent Algalarrondo                        | Cuba- Camilo Castillo Pacheco - Iván Torres Gonzalez                                        | Argentine- Miguel Angel Colluccio - Santiago Gramajo - Nicolas Sanabria                       |
| Fronton de 30 mètres           |                                | |                                                                                             |                                                                                               |
| Paleta, pelote de gomme        | H                              | Mexique- Arturo Rodriguez Faisal (Turi)                                                                    | Espagne- Jorge Frías Navarro - Alvaro Moreno                                                | Argentine- Javier Nicosia - Ortega - Federico Hernán Isaías                                   |
| Paleta, pelote de gomme        | F                              | Mexique- Paulina Castillo - Rosa María Flores                                                              | Espagne- Raquel Micó - Maider Mendizábal - Maite Ruiz de Larramendi - Amaya Irazustabarrena | Argentine- Veronica Stele - Johanna Zair - Maria Lis García Calderon                          |
| Frontenis, pelote de gomme     | H                              | Mexique- Héctor Rodríguez Gasca (Chicho) - Arturo Rodriguez Faisal (Turi) - Gustavo Miramontes (El charro) | Espagne- Pablo Peñate - Ivan Martínez - Oliver Martínez                                     | France- Aritz Azpeitia - Kévin Pucheux - Alexandre Jany - Julien Plante                       |
| Frontenis, pelote de gomme     | F                              | Mexique- Ariana Cepeda - Guadalupe Hernández Encarnación (Lupita)                                          | EspagneElena Medina - Miriam Aranaz - Maria Medina - Raquel Micó                            | Cuba- Lisandra Lima - Yanaris Medina                                                          |
| Fronton de 36 mètres           |                                | |                                                                                             |                                                                                               |
| Pelote à main nue (individuel) | Pelote à main nue (individuel) | Espagne- Alberto Ongay - Darío Gomez                                                                       | Mexique- Fernando Medina - Fernando Cabello V'azquez                                        | France- Alain Migueltorena - Damien Aguerre                                                   |
| Pelote à main nue (par équipe) | Pelote à main nue (par équipe) | Espagne- José Luis Tabar - Eneko Yoldi - Imanol Arrese - Ignacio Matute                                    | Mexique- Jorge Alberto Alcántara - David Álvarez - Juan Medina - Rafael Morales             | France- Guillaume Bernard - Laurent Erreca - Christophe Cigarroa - Ion Iturbe                 |
| Paleta, pelote de cuir         | Paleta, pelote de cuir         | Espagne- Emiliano Skufka - Rubén Ayarra - Javier Labiano - David Caballero                                 | France- Jeannot Welmant - Frédéric Fontano - Mickaël Mangaman-Mouny - Dimitri Welmant       | Mexique- Rodrigo Ledesma - Miguel Mari Urrutia - Azael Herrera - Francisco Javier Mendiburu   |
| Grosse pala (Pala corta)       | Grosse pala (Pala corta)       | Cuba- Asuan Pérez - Anderson Jardinez - Fernández                                                          | France- Thomas Iris - Sylvain Brefel - Christophe de Elizondo - Benoît Chatellier           | Espagne- Miguel Fernández de Laskoiti - Alfonso Echavarren - Emiliano Skufca - Javier Labiano |
| Fronton de 54 mètres           |                                | |                                                                                             |                                                                                               |
| Cesta punta                    | Cesta punta                    | Espagne- Xabier Barandika - Unai Lekerikabeaskoa - Antxon Alberdi - Eduardo Suso                           | France- Unaï Alberro - Txabi Inza - Stéphane Amati - Yon Belly                              | Mexique- Daniel Inclán - José Miguel Valdés - Marco Antonio Ochoa - José de la Luz Pérez      |

## Tableau des médailles
| Rang  | Nation    | Or | Argent | Bronze | Total |
| ----- | --------- | -- | ------ | ------ | ----- |
| 1     | Mexique   | 6  | 2      | 3      | 11    |
| 2     | Espagne   | 4  | 4      | 5      | 13    |
| 3     | France    | 2  | 6      | 3      | 11    |
| 4     | Argentine | 2  | 1      | 3      | 6     |
| 5     | Cuba      | 1  | 1      | 1      | 3     |
| 6     | Uruguay   | 0  | 1      | 0      | 1     |
| Total | Total     | 15 | 15     | 15     | 45    |